# Louis Marc
Auguste Jean Baptiste Louis Joseph Marc (Aubers, 27 luglio 1880 – Camphin-en-Carembault, 26 maggio 1946) è stato un nuotatore e pallanuotista francese.
Partecipò alle gare di nuoto e di pallanuoto della II Olimpiade di Parigi del 1900. Vinse la medaglia di bronzo nel torneo olimpico di pallanuoto, con i Pupilles de Neptune de Lille, perdendo in semifinale per 10-1 contro l'Osborne Swimming Club di Manchester.
Prese parte alla finale dei 200 metri ostacoli, dove arrivò decimo, nuotando in 3'30"6. Inoltre partecipò alla gara di nuoto subacqueo, piazzandosi quarto in finale, con un punteggio di 100.0.